# Amsterdam-West

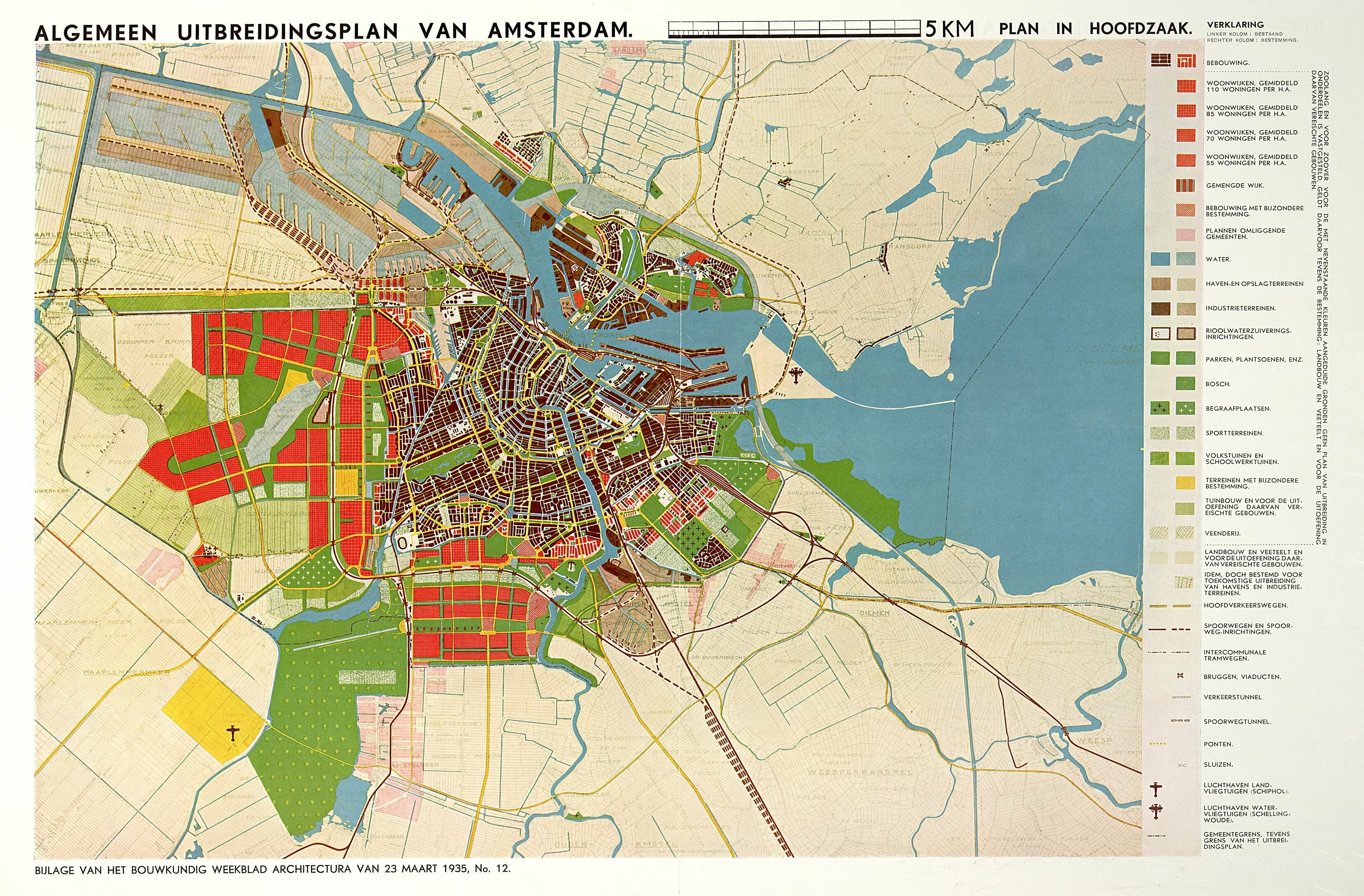
Karte des geplanten Stadtausbaus (aus dem Jahre 1935)

Amsterdam-West ist ein Stadtbezirk der Gemeinde Amsterdam in der Provinz Nordholland und besteht aus den Stadtteilen (niederländisch wijken) Sloterdijk, Spaarndammer- en Zeeheldenbuurt, Houthavens, Centrale Markt, Staatsliedenbuurt, Frederik Hendrikbuurt, Kinkerbuurt, Da Costabuurt, Van Lennepbuurt, Helmersbuurt, Vondelbuurt, Overtoomse Sluis, Westindische Buurt, Chassébuurt, Hoofdweg e.o., Geuzenbuurt, Van Galenbuurt, Erasmuspark, De Kolenkit und Landlust. Auf einer Grundfläche von 10,6 km² lebten hier im Januar 2024 150.374 Menschen.

## Geschichte
Mit der Stadterweiterung im Westen von Amsterdam wurde zwischen 1875 und 1900 begonnen. Dazu gehörten die früheren Stadtviertel Spaarndammerbuurt, Staatsliedenbuurt, Kinkerbuurt, Frederik Hendrikbuurt und ein Teil der Zeeheldenbuurt. In den Jahren von 1920 bis 1940 breitete sich die Stadt auf dem Gebiet der ehemals selbständigen Gemeinde Sloten mit den Vierteln Admiralenbuurt, Hoofddorppleinbuurt sowie dem Mercatorplein und dem Surinameplein aus. Seit 1990 gehören diese Stadtviertel zu De Baarsjes. Anfang der 1950er Jahre wurde Amsterdam Nieuw-West gebaut, bekannt als „Westliche Gartenstädte“ („Westelijke tuinsteden“) mit den Bezirken Slotermeer, Geuzenveld, Slotervaart, Overtoomse Veld und Osdorp.
Der neue Bezirk Amsterdam-West entstand vor dem Ersten Weltkrieg und der Bezirk Amsterdam Nieuw-West nach dem Zweiten Weltkrieg. Amsterdam-West besteht aus zahlreichen Stadtvierteln. Amsterdam-West und Amsterdam Nieuw-West bilden seit 2010 jeweils einen neuen eigenen Stadtbezirk.

## Stadtviertel

### Borgerbuurt
Das für Amsterdam typisches Wohnviertel hat viele soziale Einrichtungen für die Einwohner und gilt als Viertel mit einem durchschnittlich geringem Einkommen. Im Jahr 2017 lebten hier 2.855 Personen.

### Chasseebuurt
Das Viertel liegt zwischen dem Baarsjesweg, dem Postjesweg, der Admiralengracht, Jan Evertsenstraat und dem Admiraal de Ruijterweg. Die Chasseebuurt zählt 6.205 Einwohner, davon etwa 50 % ausländische Mitbürger mit vielen Unternehmen, die in einer Einkaufsstraße konzentriert sind. Restaurants sind kaum anzutreffen, ausgenommen einige Imbißstuben und Cafés. In Zukunft will die Gemeinde die ökonomischen und sozialen Verhältnisse im Viertel verbessern. Die vorläufig geschätzten Kosten dafür werden mit 122 Millionen Euro angegeben. Die Arbeitslosigkeit ist gegenüber anderen Wohnviertel hoch. Der größte Teil der Chassebuurt wurde zwischen 1900 und 1940 gebaut und ist das älteste Stadtviertel in De Baarsjes.

### Cremerbuurt
Die Cremerbuurt hat viele Yuppie-Bewohner und liegt in der Nähe des Vondelparkes. Das jährlich stattfindende „Sinterklaasfeest“ auf dem Cremerplein und das „Wilhelmina Huiskamerfestival“ wurden ein großer Erfolg. In der Cremerbuurt Oost werden 2.270 und in Cremerbuurt West 5.675 Einwohner gezählt.

### Da Costabuurt

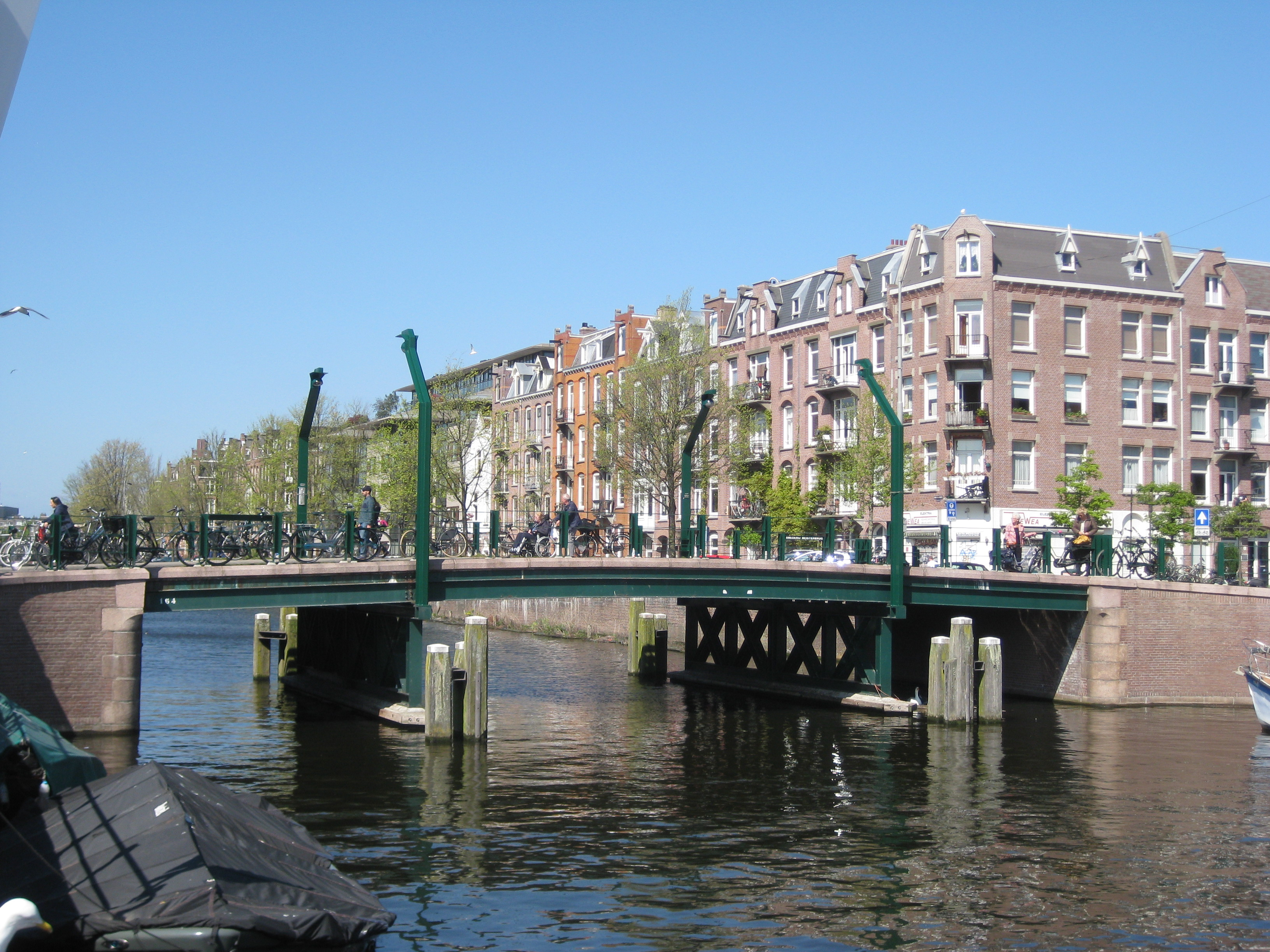
Blick über die Bilderdijkgracht mit der Smederij Meisterbrug auf die Da Costabuurt

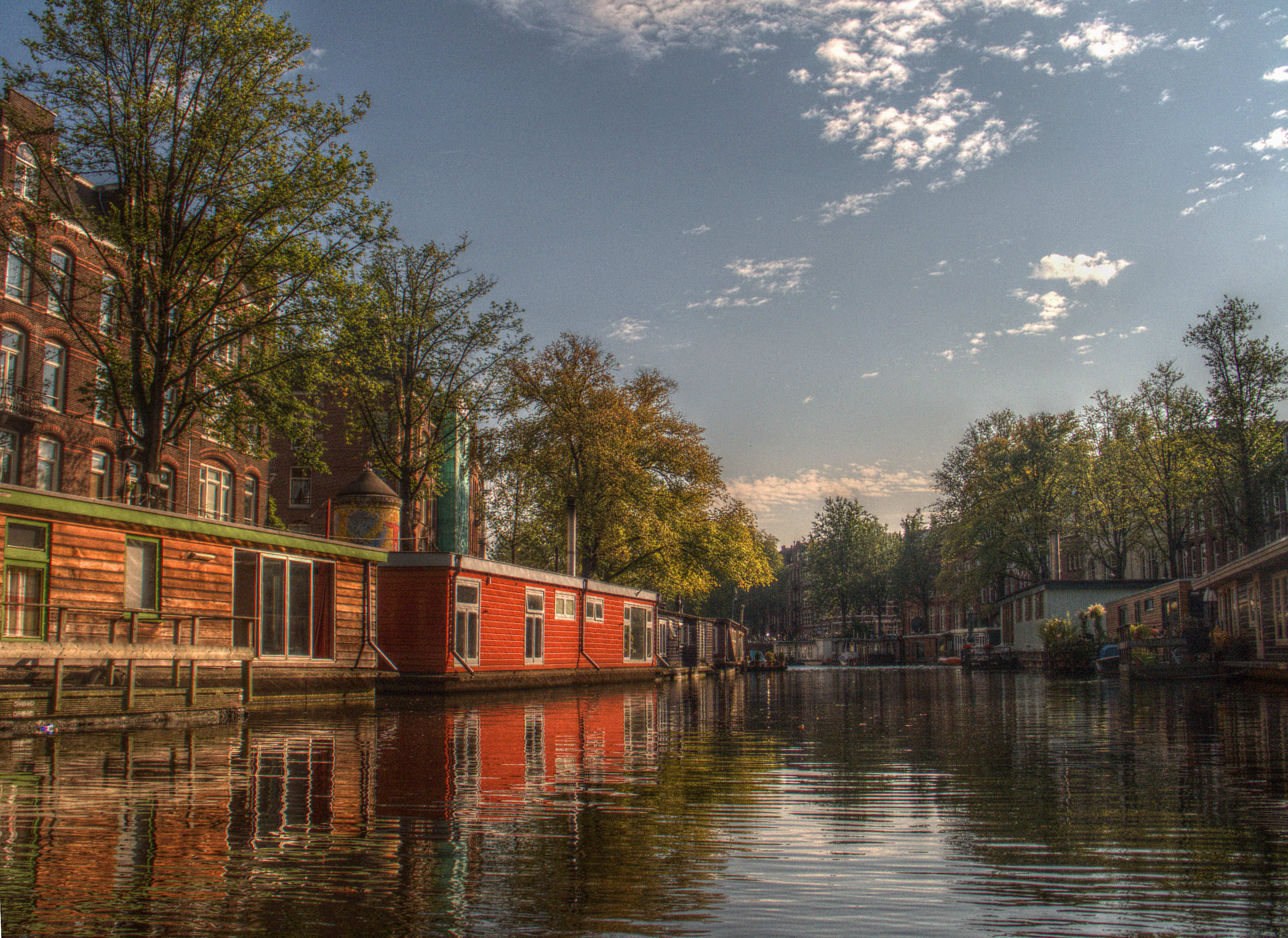
Blick über die Da Costagracht nach Süden auf die Jacobus Craandijkbrug

Der Stadtteil (ndl. wijk) Da Costabuurt (benannt nach Isaäc da Costa (1798–1860)) ist ein typisches Amsterdamer Wohngebiet und räumlich deckungsgleich mit dem Wohnviertel (ndl. buurt) Da Costabuurt Noord. Er wird begrenzt durch die Hugo de Grootgracht, die Singelgracht, die Kinkerstraat und die Bilderdijkgracht. Die Da Costagracht – deren Kais (ndl. Kades) beidseitig durchgängig mit Hausbooten gesäumt sind – durchzieht den Stadtteil zentral von Nord nach Süd. Der Da Costaplein ist der zentrale Platz. Das Viertel zählt 4.645 Einwohner (Stand 2021), etwa ein Drittel davon mit Migrationshintergrund.

### Geuzenbuurt
Dieses Viertel wird kurz „Does-, Tromp- und Geuzenbuurt“ genannt, drei Verkehrsstraßen durchziehen die drei kleineren Nachbarschaftsviertel mit rund 6.935 Einwohnern, davon in der Pieter van Doesbuurt 1.965 und in der Trompbuurt 3.285. Dort liegen drei Grundschulen, ein Spielplatz, Altersheim und die Jerusalemkerk. 61 % sind ausländische Mitbürger. Die Geuzenbuurt ist hauptsächlich eine Wohngegend mit wenigen Unternehmen. Die Trompbuurt wurde nach dem Seefahrer Maarten Harpertszoon Tromp genannt. Das Viertel lag früher in der Gemeinde Sloten und gehörte ab 1921 zur Gemeinde Amsterdam und seit Anfang 2010 zu Amsterdam West.

### Erasmusparkbuurt
Die Erasmusparkbuurt zeichnet sich als ruhiges, kinderfreundliches und „grünes“ Viertel aus und wird als das „Wohlstandsviertel“ in Bos en Lommer angesehen mit vielen Hausbesitzern. In Ersamusparkbuurt Oost leben 1.995 und in West 3.995 Menschen.

### Frederik Hendrikbuurt

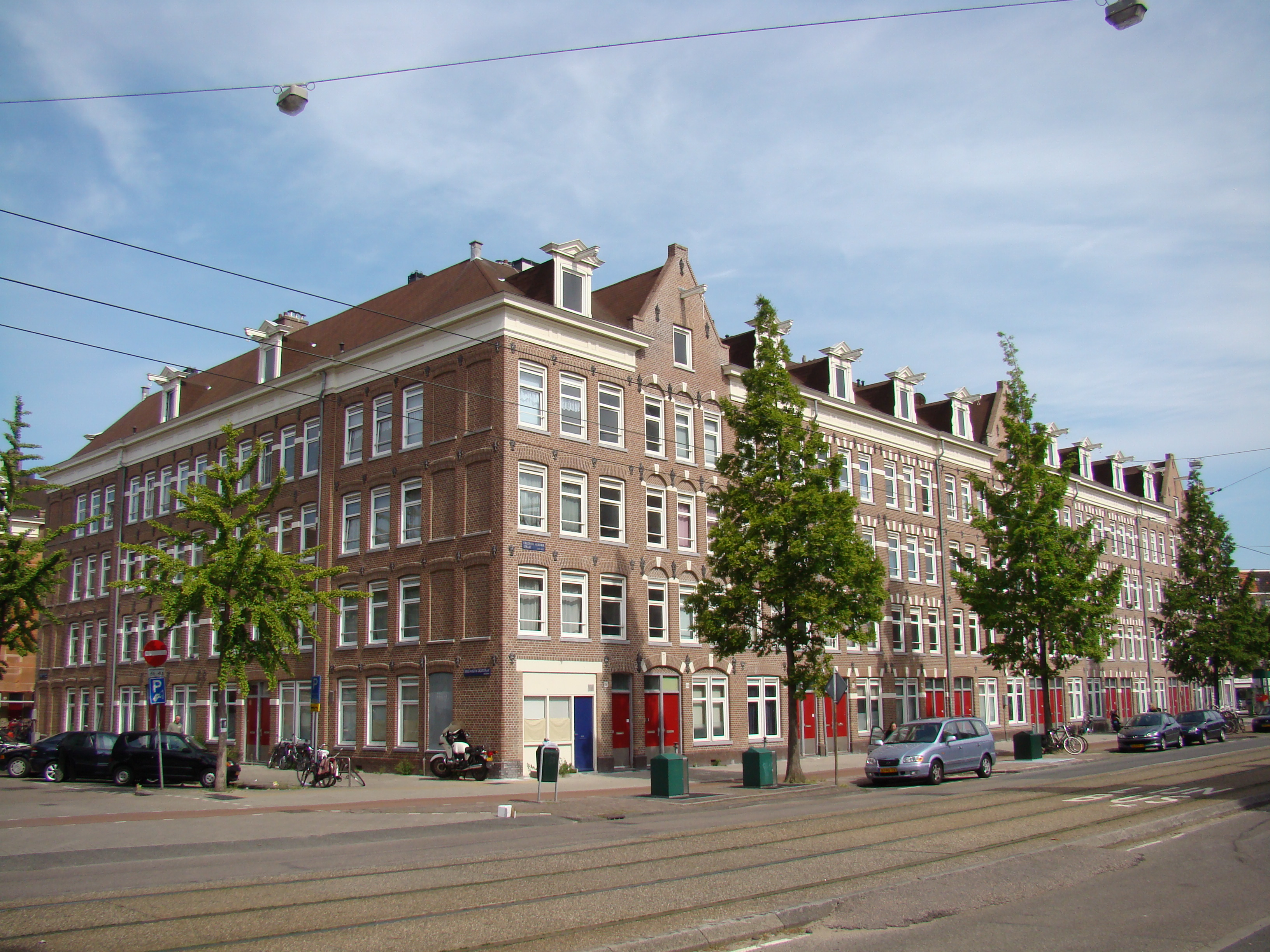
Die Frederik Hendrikstraat Ecke Derde Hugo de Grootstraat

Der Stadtteil (ndl. wijk) Frederik Hendrikbuurt ist benannt nach Prinz Frederik Hendrik van Oranje, gliedert sich administrativ in die Wohnviertel (ndl. buurten)  Frederik Hendrikbuurt Noord, Frederik Hendrikbuurt Zuidoost und Frederik Hendrikbuurt Zuidwest und wird begrenzt durch die Kanäle Kattensloot, Singelgracht, Hugo de Grootgracht und Kostverlorenvaart. Ursprünglich befand sich hier vom 17. Jahrhundert bis zum Beginn des 20. Jahrhunderts ein Industriegebiet mit zahlreichen windbetriebenen Sägemühlen, die den Schiffs- und Wohnungsbau mit Konstruktionsholz versorgten. Ab dem letzten Viertel des 19. Jahrhunderts bis zum Beginn des Zweiten Weltkriegs 1940 wurde der Stadtteil flächendeckend mit Wohnblocks bebaut. Die Hauptverkehrsachse Frederick Hendrikstraat durchläuft den Stadtteil von Süd nach Nord, von der Hugo de Grootgracht – über den zentralen Platz Hugo de Grootplein – bis zum Park Frederik Hendrikplantsoen. Im Jahre 2021 hatte das Stadtviertel 8.270 Einwohner.

### Gibraltarbuurt
Die südliche Grenze der Gibraltarbuurt bilden der Bos en Lommerweg und der Admiraal Ruijterweg, der östliche Teil grenzt an den Westerpark. Die „Volkstuinen V.V.S Sloterdijkmeer“ und Nut en Genoegen sowie die Nieuwpoortkade, Den Brielstraat und Adolf van Nassaustraat die etwas abseits liegen, gehören zum Viertel. Das Nachbarschaftsviertel wird als „echte Wohngegend“ bezeichnet, obwohl sich dort ein kleines Industriegebiet befindet. Das frühere Dorf Oud Sloterdijk und die Petruskirche zeugen von dem historischen Charakter des Viertels.

### Gulden Winckelbuurt
Hier befinden sich ein Wochenmarkt, die Moschee Bader, zwei Grundschulen, ein Kindergarten und ein Kinderspielplatz und viele alte, nicht renovierte Häuser.

### Helmersbuurt
In der Nähe vom Leidseplein liegend, mit dem Vondelpark, der als „Hintergarten“ (Achtertuin) dient wurde das Viertel nach dem Niederländischen Dichter Jan Frederik Helmers benannt. Durch den Zustrom von neuen Bewohnern in den letzten Jahren werden in diesem Viertel regelmäßig im Sommer Straßenfeste organisiert. In dem Viertel leben 7.465 Einwohner.

### Houthaven

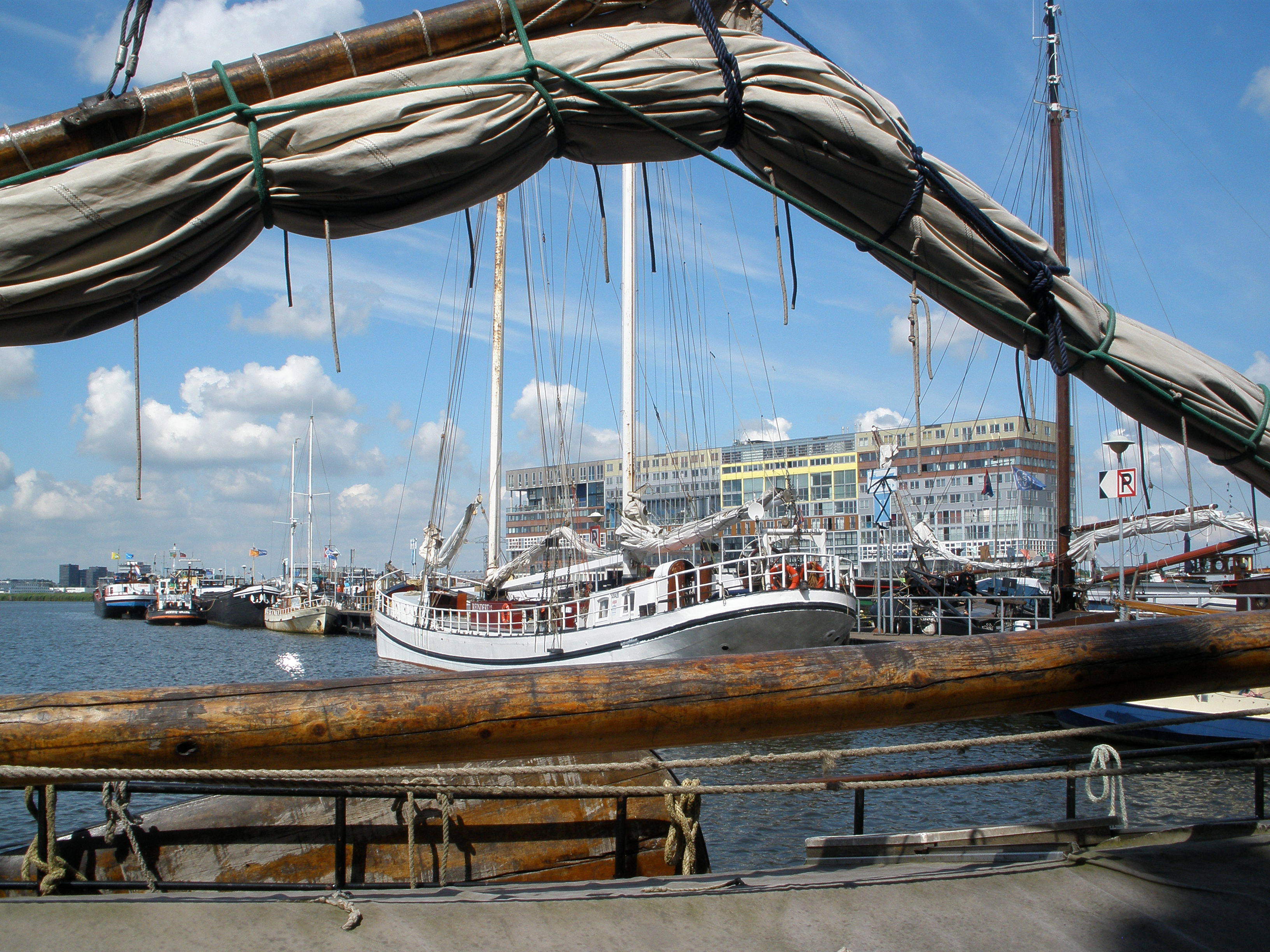
Oude Houthaven

Der Houthaven ist ein Hafen am IJ und wird auch als Wohnviertel bezeichnet und besteht aus dem Oude Houthaven, dem Nieuwe Houthaven („Alter und Neuer Houthaven“) und dem Houthaven. Er liegt im westlichen Hafengebiet Westpoort und wird hauptsächlich für die Binnenschifffahrt benutzt.
1876 wurde der Hafen zusammen mit dem Noordzeekanaal angelegt. An der östlichen Grenze des Houthavens stehen zwei große Luxusappartementhäuser, geplant sind sieben künstlich angelegte Inseln, auf denen ein Wohn- und Industriegebiet mit 1700 Wohnungen und 52.000 m² Betriebsgelände entstehen soll.

### Jan Maijenbuurt

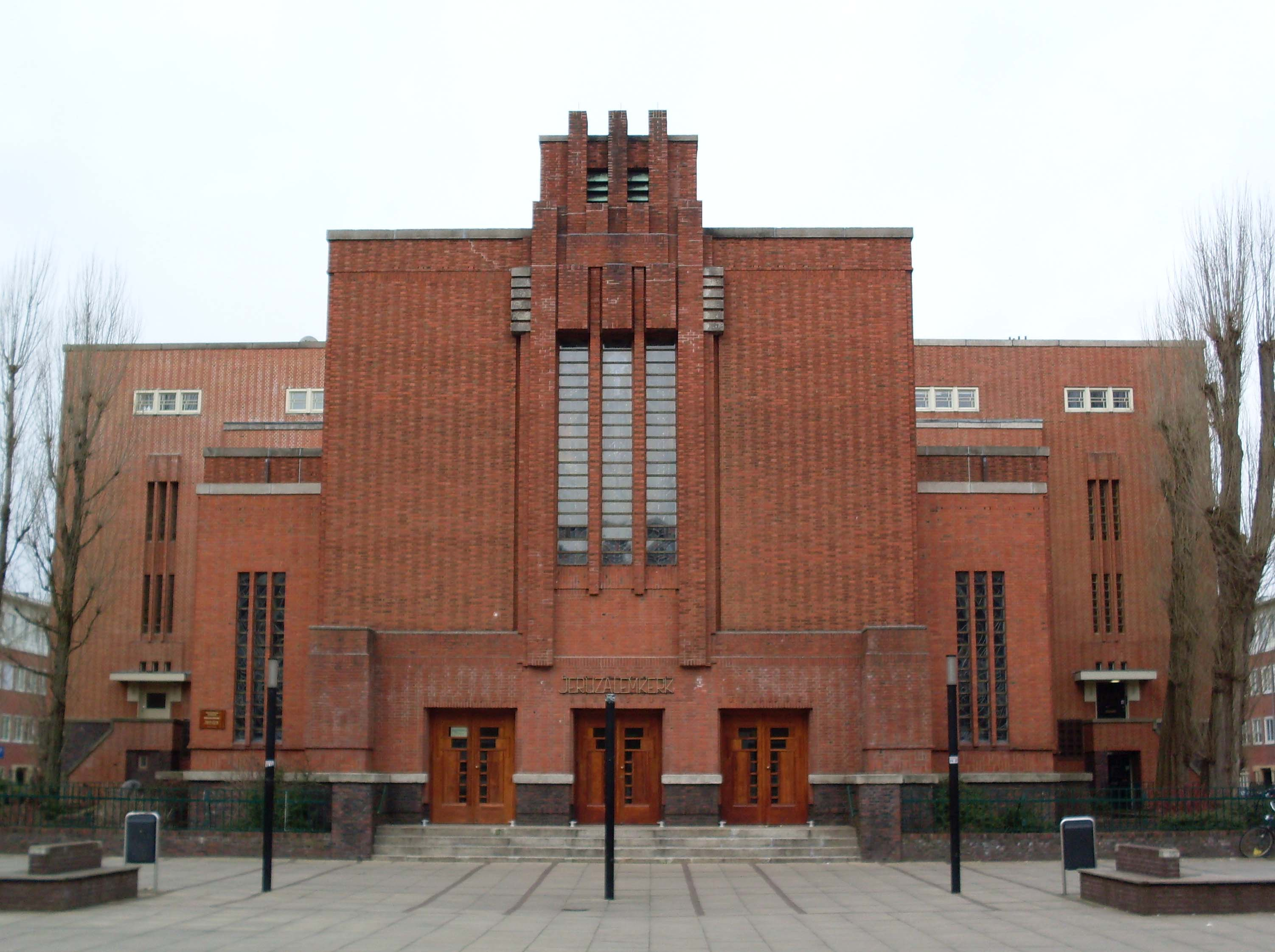
Jeruzalemkerk in der Jan Maijenbuurt

Das Wohnviertel (ndl. buurt) Jan Maijenbuurt liegt im Stadtteil (ndl. wijk) Van Galenbuurt des Stadtgebiets (ndl. gebied) Oud West, De Baarsjes und wird begrenzt durch die Jan van Galenstraat, die Vespuccistraat, die Jan Evertsenstraat und den Hoofdweg. Zentral im Viertel erhebt sich die im Stil der Amsterdamer Schule errichtete Jeruzalemkerk (dt. Jerusalemkirche).

### Kinkerbuurt
Der aus den Wohnvierteln (ndl. buurten) Bellamybuurt Noord und Bellamybuurt Zuid bestehende Stadtteil (ndl. wijk) Kinkerbuurt wird begrenzt von der Bilderdijkkade, der Kinkerstraat sowie dem Kanal Kostverlorenvaart, und gehörte zur ersten Stadtausbreitung außerhalb des Amsterdamer Grachtengürtels (Grachtengordel) in der zweiten Hälfte des 19. Jahrhunderts. In der Ten Katestraat wird werktäglich der große Frischmarkt Ten Katemarkt abgehalten, die Einkaufsstraße Kinkerstraat liegt am südlichen Rand des Stadtteils. Auf dem Spielplatz Zimmerterrein an der Schimmelstraat befindet sich der Streichelzoo Zimmerhoeve kinderboerderij. Die Bellamybuurt Noord hat 2.720 Einwohner und die Bellamybuurt Zuid 4.015 Einwohner (Stand 2021).

### Kolenkitbuurt
Die Kolenkitbuurt wurde kurz nach Kriegsende (1945) gebaut und hat ihren Namen nach der Opstandingskerk, heute ein Rijksmonument. Von 6.020 Einwohnern sind 80 % ausländische Bürger. Das Viertel hat 11,5 % Arbeitslosigkeit und steht in der Rangliste von „20 Problemvierteln“ in den Niederlanden.

### Landlustbuurt
Zwischen Bos en Lommerweg, Haarlemmerweg, Westelijk Marktkanaal, Jan van Galenstraat und Admiraal de Ruijterweg liegt die Landlustbuurt, die wiederum zum Viertel
Bos en Lommer gehört, mit zwei Gemeinschaftshäusern (Buurthuis) am Karel Doorman-Plein, einem Kinderspielplatz, einer Grundschule und einem Jugendzentrum. Gebaut in den 1930er Jahren ist das Viertel eines der ältesten in Amsterdam West und nach dem städtischen „Ausbreitungsplan“ (Algemeen Uitbreidungsplan, A.U.P) von 1935 angelegt. Der Name stammt von einem früheren Bauernhof am Haarlemmerweg. 55 % des Viertels besteht aus ausländischen Bewohnern, die Bewohneranzahl war 18.640 (Stand: 1. Januar 2017) mit relativ viel Arbeitslosigkeit.

### Mercatorbuurt
Der Mercatorplein wurde von dem Architekten Hendrik Petrus Berlage entworfen. Der Platz bekam seinen Namen nach dem Kartographen Gerardus Mercator und wurde 2009 modernisiert, unter anderem mit mehr Grünflächen.

### Postjesbuurt
Diese Viertel grenzt zum Teil an den Rembrandtpark. Hier liegt der Suriname–Plein wo jährlich am 30. Juni und 1. Juli eine Gedenkfeier anlässlich der Abschaffung der Sklaverei stattfindet. Die Postjesbuurt ist ein typisches ruhiges Wohnviertel und wird umschlossen von der Postjeskade, dem Hoofdweg sowie dem Surinameplein.

### Robert Scottbuurt

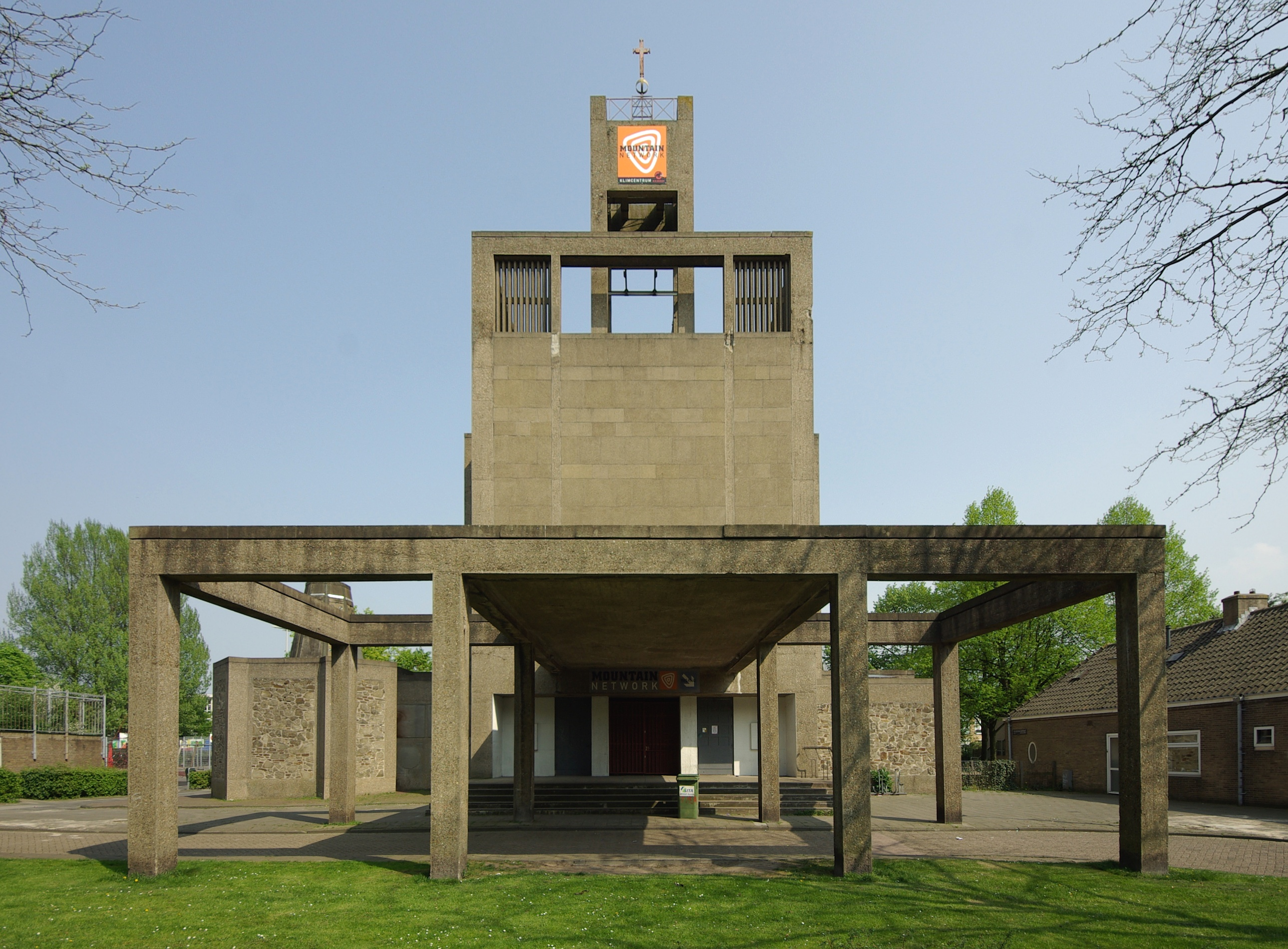
Sint-Josephkerk, 2011

Um 1920 bis nach dem Zweiten Weltkrieg wurde die Robert Scottbuurt in Teilen gebaut. Hier liegt der Sportpark Jan van Galen, die Sint-Josephkerk und der Bos en Lommerplantsoen. Viele Senioren bevölkern das Viertel und für die nahe Zukunft sind Neubauwohnungen geplant. Zwischen den verkehrsreichen Straßen Hoofdweg und Jan van Galenstraat „eingeklemmt“ ist das Gebiet mit Autos schwer zu erreichen, zumal wenig Parkplätze vorhanden sind. Der Name stammt von dem Entdecker Robert Facon Scott und hat den Charakter eines Dorfes mit vielen Bäumen und Sträuchern. Die meisten Häuser wurden in den 1950er Jahren gebaut. Im Westen liegt der Erasmuspark. Die Erasmusgracht ist die Trennungslinie zwischen dem alten und dem neuen Wohngebiet.

### Spaarndammerbuurt
Genannt nach dem Spaarndammerdijk und der Spaarndammerstraat war das Viertel zwischen 1990 und 2010 ein Teil des Westerparkes, zusammen mit der Staatsliedenbuurt, Zeehelderbuurt und der Frederik Hendrikbuurt. Ende des 19. Jahrhunderts wurde das Viertel angelegt und diente vornehmlich als Wohngebiet für Hafenarbeiter. In den 1910er und 1920er Jahren entstanden dort Arbeiterwohnungen im Stil der Amsterdamer Schule, die zu den Höhepunkten dieser Stilrichtung zählen. Insbesondere das Gebäude Het Schip wurde mit viel Sorgfalt entworfen. In Noordoost der Spaarndammerbuurt wohnen 2.750 Bewohner, in Zuidoost 1.020, in Zuidwest 1.735, in Midden 1.155 und in Noordwest 2.010.

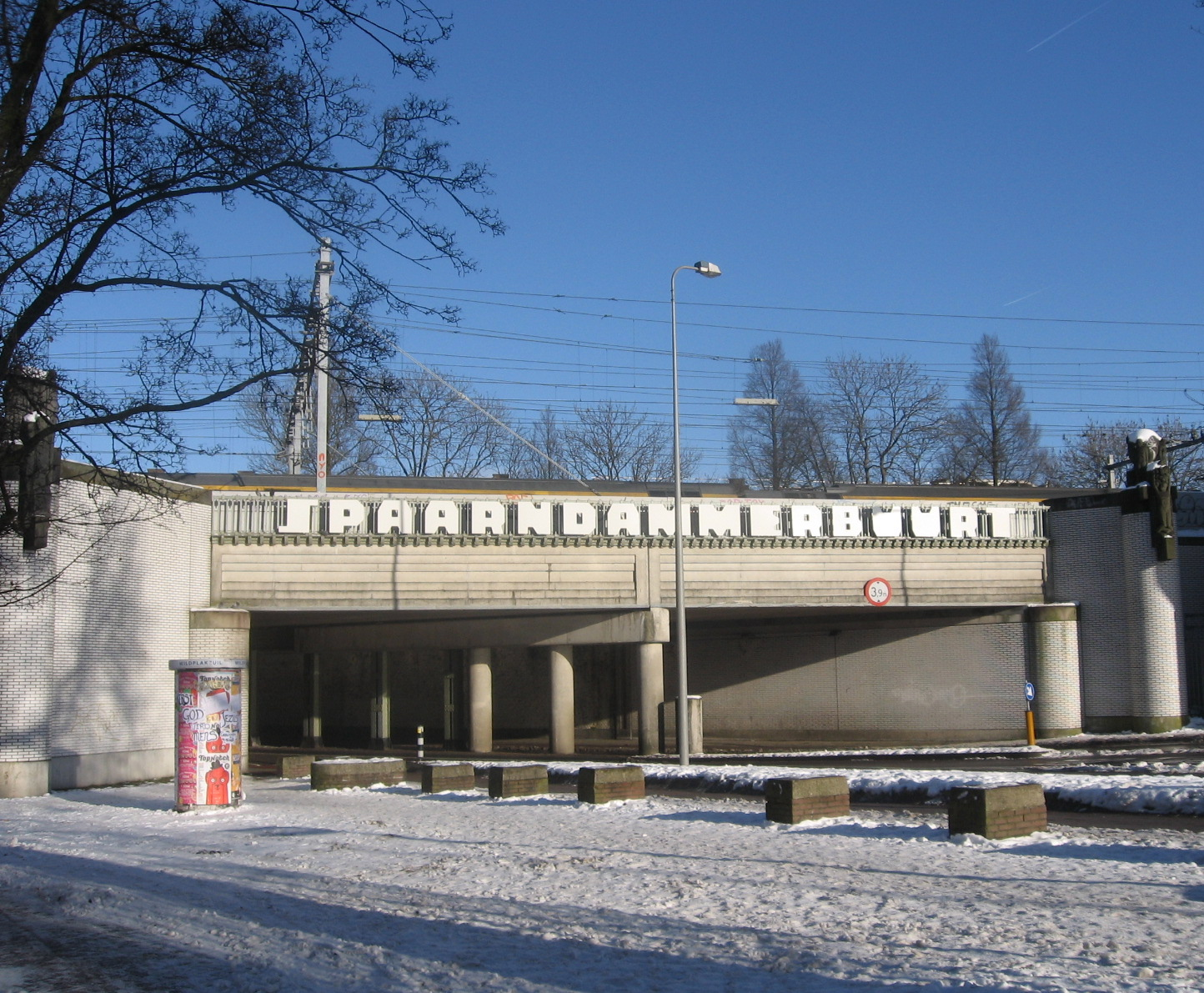
Eisenbahn-Viadukt mit dem Schriftzug Spaarndammerbuurt
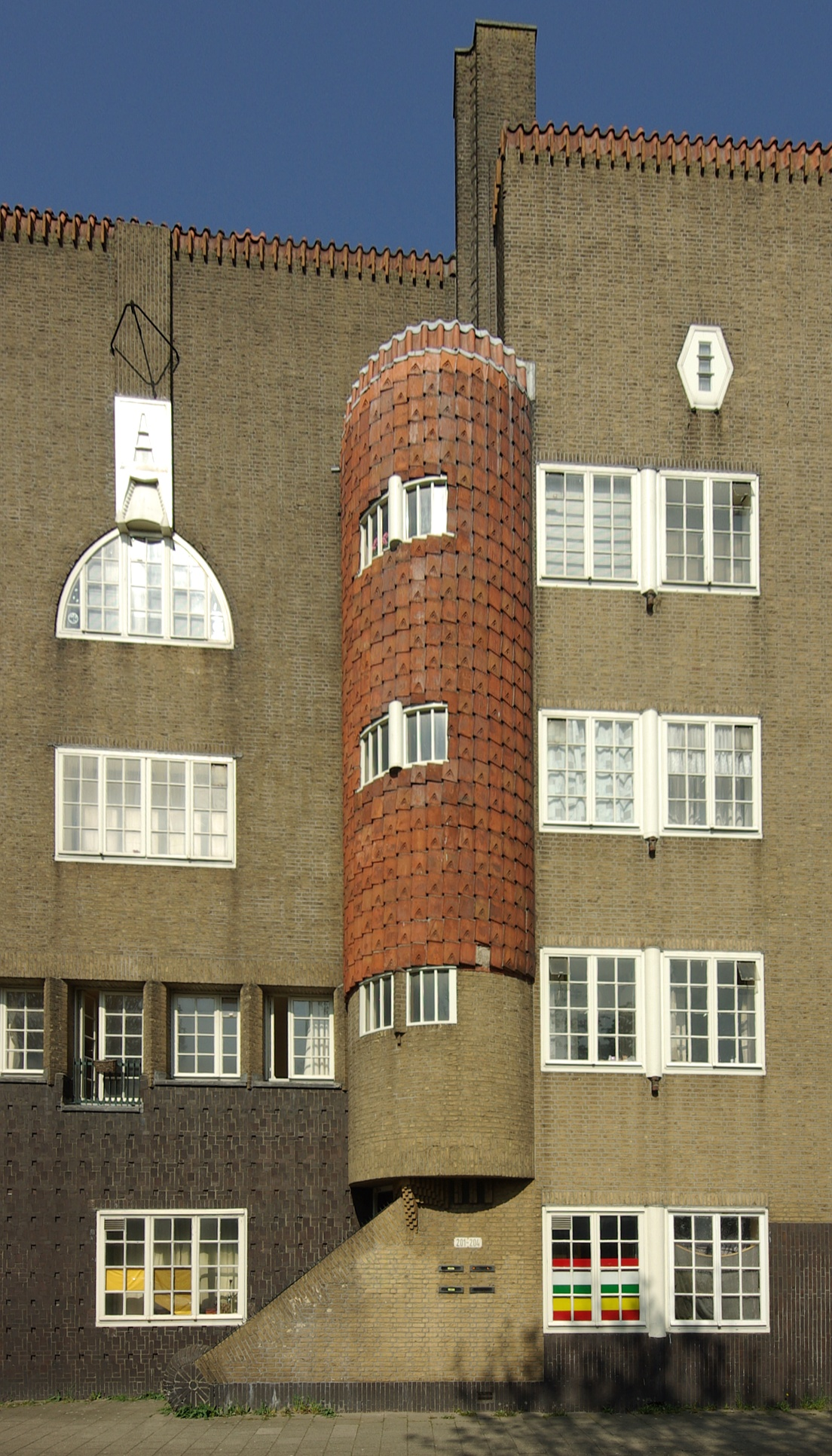
Gebäude (1914–1918) im Stil der Amsterdamer Schule am Spaarndammer-plantsoen
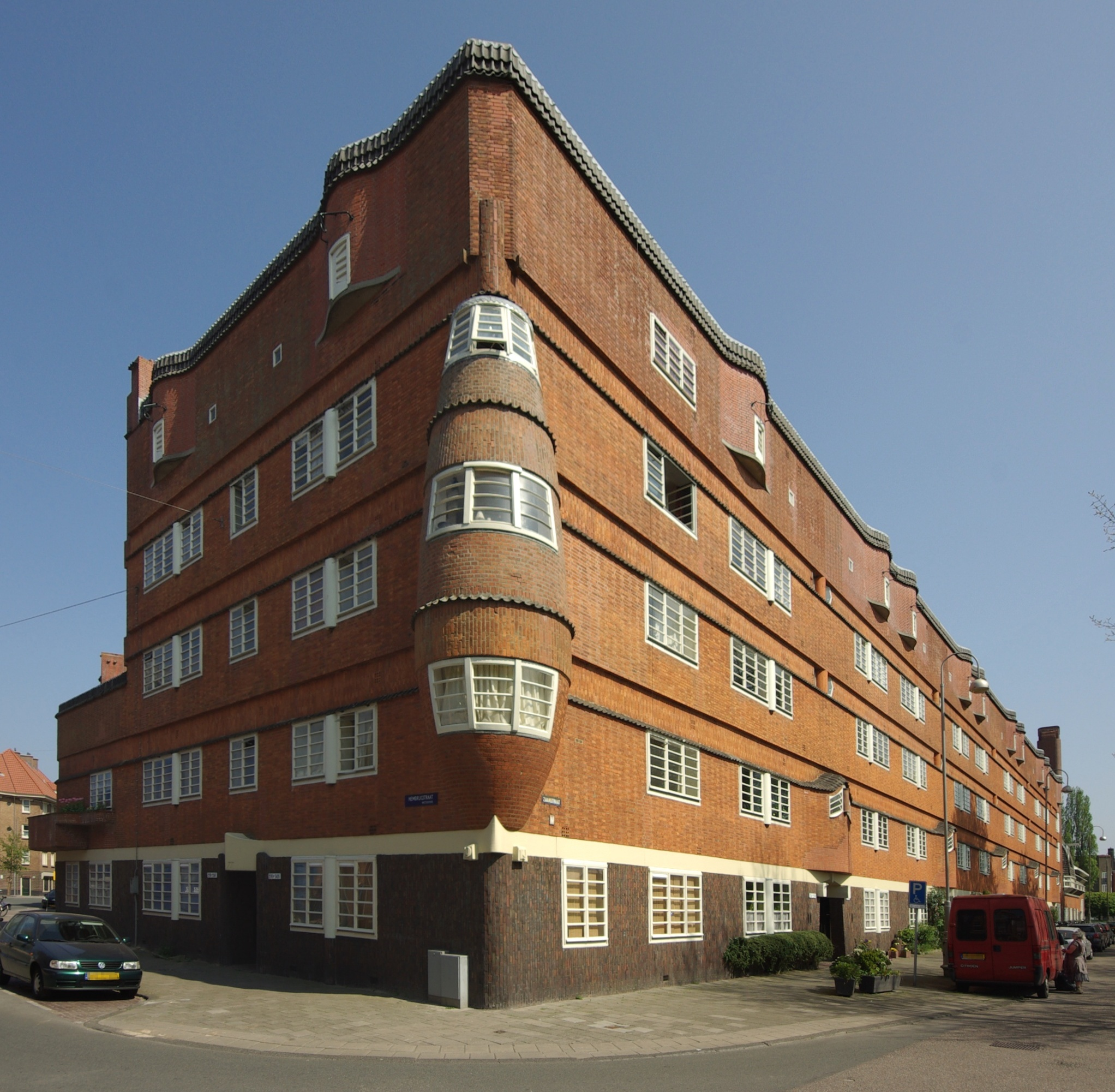
Het Schip (1917–1921)
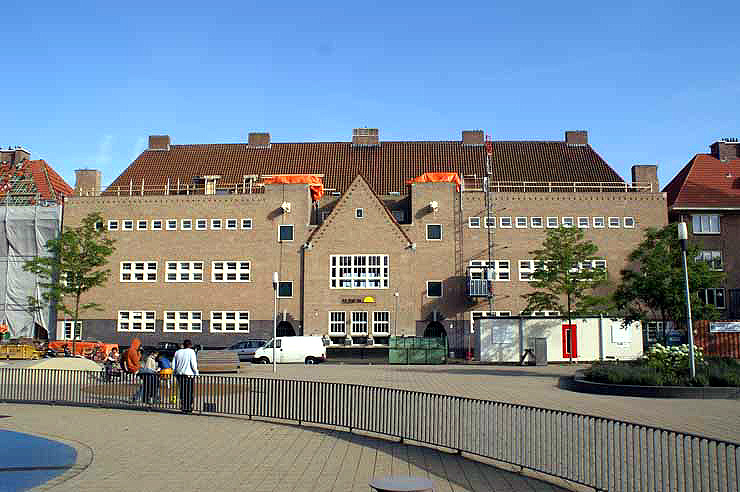
Ehemalige Willem-Barentsz-Schule (1923) am Zaandammerplein

### Staatsliedenbuurt
In den 1980er Jahren war die Staatsliedenbuurt bekannt als Hochburg der Amsterdamer Hausbesetzerbewegung. Heute kennzeichnet sich das Viertel durch sozialen Wohnungsbau und den multikulturellen Charakter aus. Zu gleicher Zeit mit der Spaarndammerbuurt entstand dieses Viertel und Mitte der 1980er Jahre entstanden Neubauwohnungen und ältere Häuser wurden renoviert. Mit Bewohnern aus mehr als 90 verschiedene Kulturen ist die Staatsliedenbuurt bekannt für kulturelle Initiativen die unter anderem von den dort wohnenden Künstlern ausgehen.

### Vondelparkbuurt
Die Vondelparkbuurt liegt zwischen dem Amstelveenseweg, Overtoom, dem Vondelpark und der Stadthouderskade. In Vondelpark Oost wohnen 935 Einwohner, in Vondelpark West 2.130 und in Vondelparkbuurt Midden 960.

### Zeeheldenbuurt
Die Zeehelderbuurt grenzt an die Westelijke Eilanden. Die erste Bebauung stammt aus dem 17. Jahrhundert aus kleinen Industriebetrieben: Schiffswerften, Reepschlägereien (niederländisch Touwslagerij), Gerbereien (niederländisch Leerlooien). Viele Straßen wurden nach Seehelden und Entdecker genannt, unter anderem nach Willem Barents, Antonio van Diemen, Jacob van Heemskerk, Jacob Le Maire, Jakob Roggeveen und vielen anderen. In dem Stadtteil lebten 2017 2.085 Einwohner.
Für weitere Wohnviertel im Bezirk Amsterdam West siehe die Artikel:
- Amsterdam Oud-West
- Bos en Lommer
- De Baarsjes
- Westerpark
- Admiralenbuurt

## Allgemeines
Das Slotervaartziekenhuis (Slotervaartkrankenhaus) wurde Ende der 1960er Jahre aus vier Krankenhäusern zusammengefügt und galt bei der Eröffnung als das modernste Krankenhaus Europas. Am Rande zum Stadtteil De Pijp liegt die Vredeskerk (Friedenskirche). Die Pfarrgemeinde „Onze Lieve Vrouw Konigin van de Vrede“ (wörtlich: Unsere liebe Frau Königin von dem Frieden) wurde am 8. Dezember 1918 gegründet, die Einweihung fand am 7. August 1924 statt. Vor dem Bau der Kirche befand sich hier eine kleine Pfarrei mit dem Namen „De stal van Bethlehem“ (Der Stall von Bethlehem). Die Jan Evertsenstraat ist eine Straße die 1925 ihren Namen nach dem niederländischen Seefahrer Jan Evertsen (1600–1666) erhielt und war die erste überdeckte Einkaufsstraße in den Niederlanden.

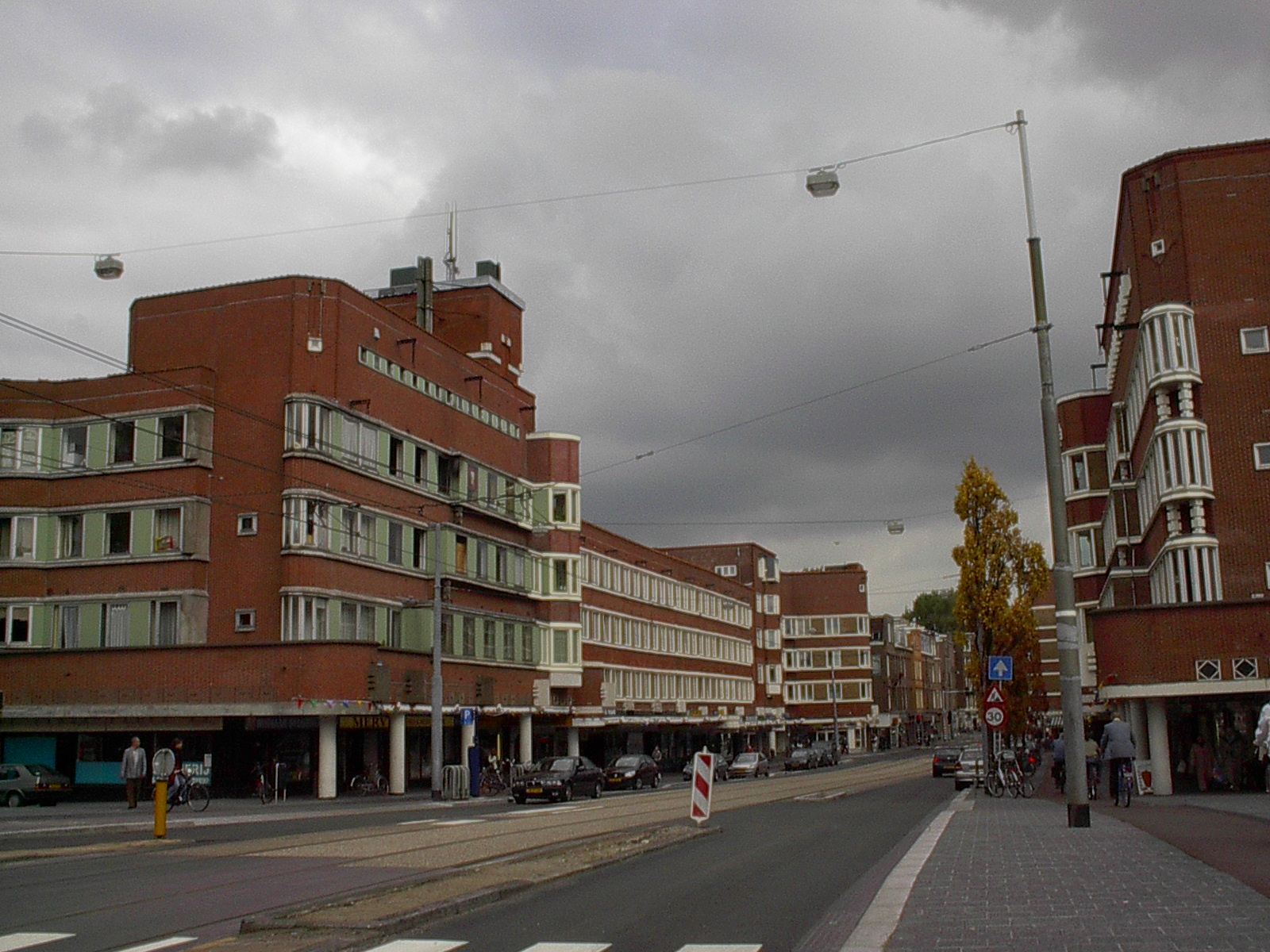
Jan Evertsenstraat

Sie läuft durch die Stadtteile De Baarsjes und Slotervaart. Die Architektur ist durch die Amsterdamer Schule (Amsterdamer School) geprägt. 1956 wurde die Straße verlängert von der Orteliuskade zum Sloterplas. Zwischen den Straßen Admiraal de Ruiterweg/Witte de Withstraat und dem Marcatorplein fahren seit 1927 die Straßenbahnen Nr. 7 und 13. Das Theater in de Nes hat eine lange Geschichte die bis in das 16. Jahrhundert zurückgeht. Um 1585 wurden durch die „Rederijkerskamer“ (Rederijker steht historisch in der niederländischen Sprache für „Rhetoriker“ und für „Meistersinger“) mit dem Namen „‘t Wit Lavendel“ einige Vorstellungen aufgeführt. Eines der Mitglieder war Joost van den Vondel. Der Ten Katemarkt in der Ten Katestraat im Wohnviertel Oud-West ist ein multikultureller Markt mit einigen Tausenden Angeboten.